# Joannes Baptista Sproll

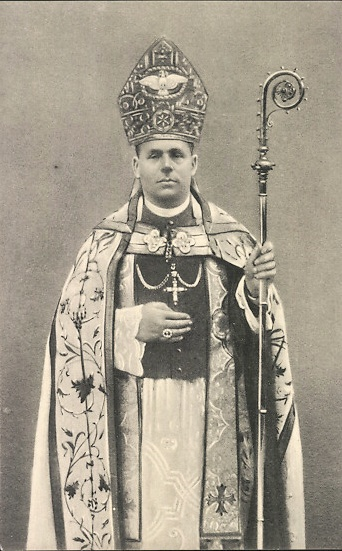
Bischof Sproll, 1916

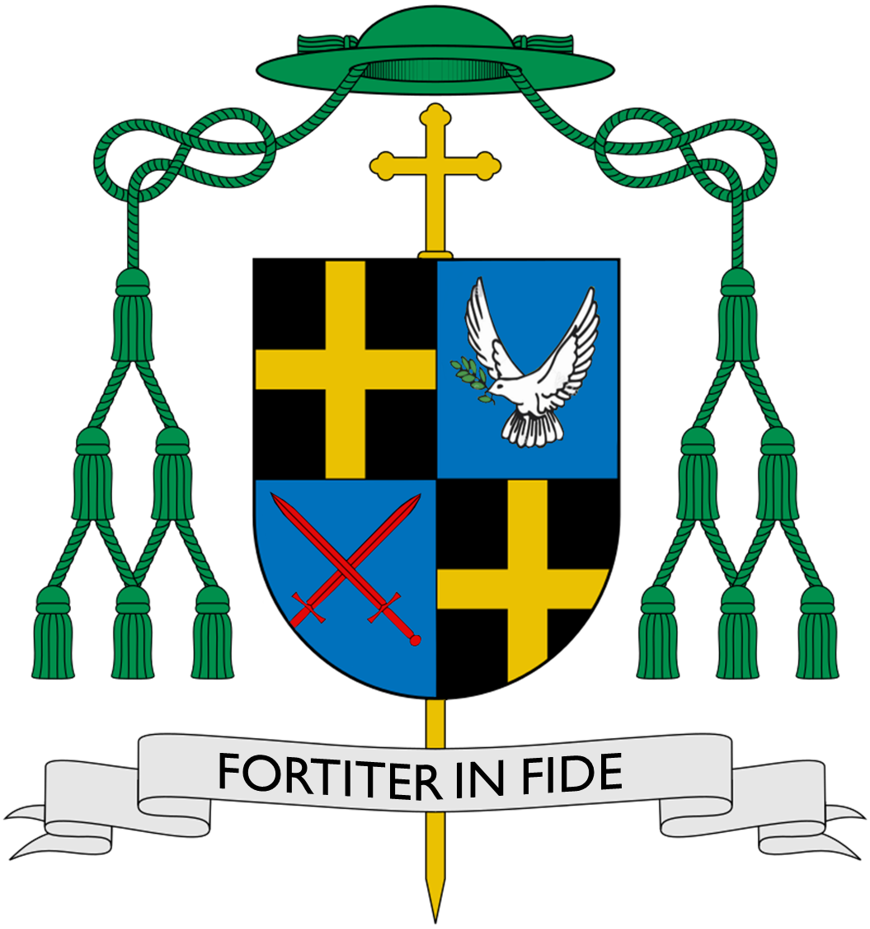
Wappen von Bischof Joannes Baptista Sproll

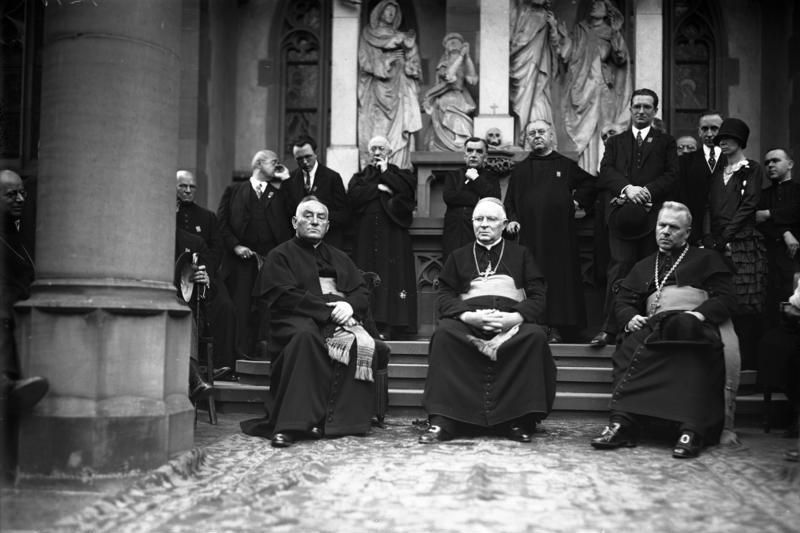
Bingen am Rhein, Hildegardfest 1929: Bischof Sproll (rechts)

Joannes Baptista Sproll (* 2. Oktober 1870 in Schweinhausen; † 4. März 1949 in Rottenburg am Neckar) (es findet sich auch die Schreibweise Johannes Baptista Sproll) war der siebte römisch-katholische Bischof der Diözese Rottenburg und erklärter Gegner des nationalsozialistischen Regimes. Sein Wahlspruch war Fortiter in fide (stark im Glauben).

## Leben
Joannes Baptista Sproll stammte aus einfachen Verhältnissen und wurde als Sohn des Straßenwärters Josef Sproll und seiner Ehefrau Anna Maria geb. Freuer geboren. Sproll besuchte die Lateinschule in Biberach und das Gymnasium Ehingen. Er studierte von 1890 bis 1894 katholische Theologie an der Eberhard Karls Universität Tübingen. Am 16. Juli 1895 empfing er die Priesterweihe. 1898 wurde er mit einer Arbeit über die Rechts- und Verfassungsgeschichte des Tübinger St.-Georgen-Stiftes zum Dr. phil. promoviert. Sproll war seit dem Studium Mitglied der Theologengesellschaft Danubia Tübingen sowie Ehrenmitglied der katholischen Studentenverbindungen KStV Alamannia Tübingen im KV und AV Cheruskia Tübingen im CV.
Im Jahre 1909 wurde Sproll Pfarrer in Kirchen im Oberamt Ehingen. 1912 erfolgte die Erhebung zum Domkapitular, womit ein Mandat in der Kammer der Standesherren des Württembergischen Landtags verbunden war. 1913 wurde Sproll Generalvikar und 1915 zum Weihbischof der Diözese Rottenburg sowie zum Titularbischof von Thebae Phthiotides ernannt. Die Bischofsweihe spendete ihm Bischof Paul Wilhelm von Keppler am 18. Juni 1916; Mitkonsekratoren waren der Mainzer Bischof Georg Heinrich Maria Kirstein sowie der Brixener Weihbischof Sigismund Waitz.
In den Jahren 1919 bis 1920 war er für die Deutsche Zentrumspartei Mitglied der Verfassunggebenden Landesversammlung des freien Volksstaates Württemberg. Von 1913 bis 1928 war der geschichtsinteressierte Sproll Vorstand des traditionsreichen Sülchgauer Altertumsverein e. V. in Rottenburg.
Bekannt wurde Sproll auch durch seine Ablehnung des Frauensports, den er aus Gründen der „Unschicklichkeit“ nicht befürwortete.
Sproll litt unter einer Nervenerkrankung. Am 4. März 1949 erlag er einem Schlaganfall.

## Bischofswahl

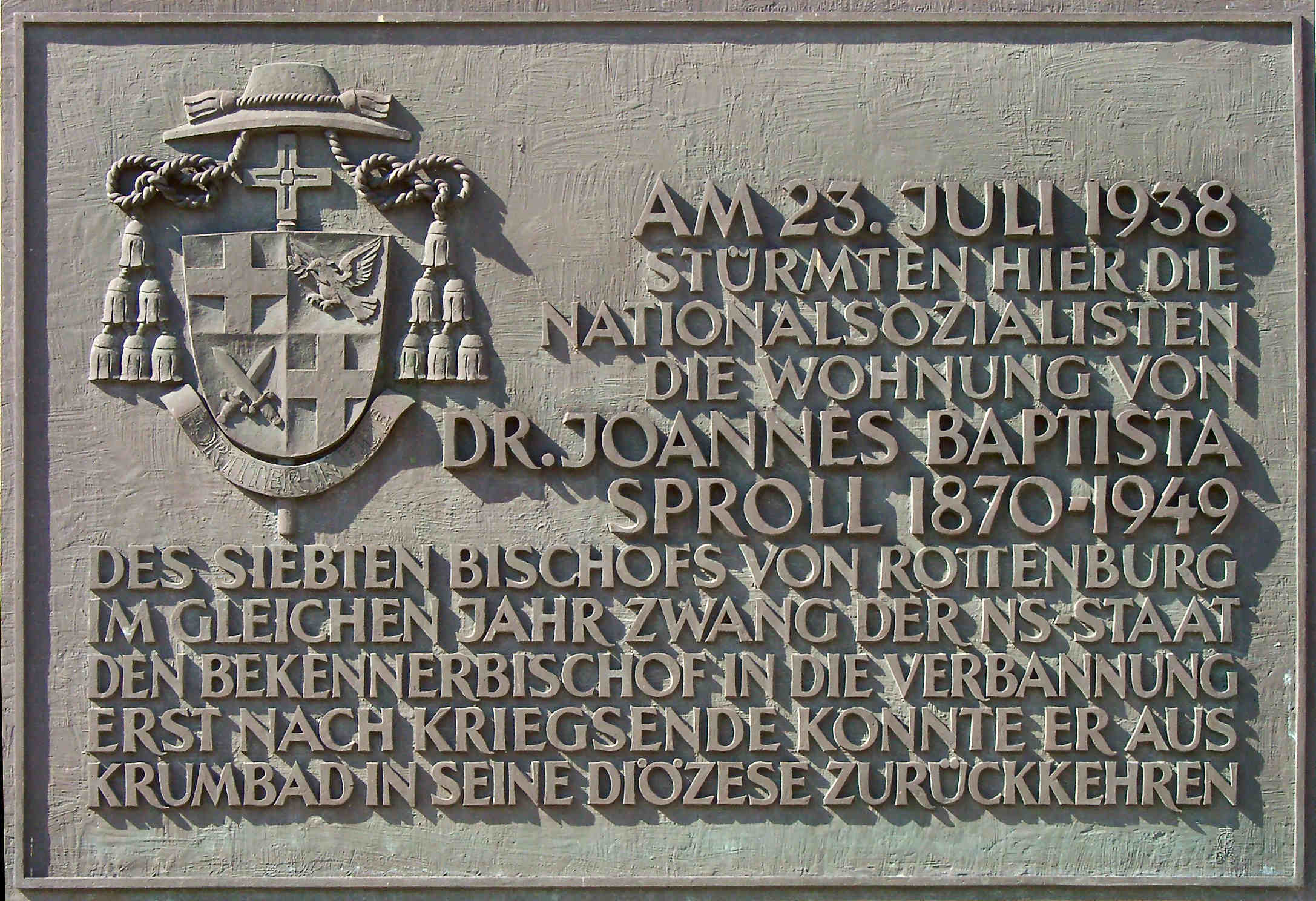
Gedenktafel in Rottenburg

Als der langjährige Bischof von Rottenburg Paul Wilhelm von Keppler im Juni 1926 starb, war zunächst unklar, auf welchem Weg der neue Bischof zu bestimmen sei. Bei zuvorgegangenen Bischofswahlen hatte das Domkapitel ein Vorschlagsrecht für das Bischofsamt, der württembergische König hatte aber das alleinige Bestimmungsrecht. Nach dem Fall der Monarchie 1918 fiel das Kirchenregiment der württembergischen Krone weg, so dass das Domkapitel zunächst der Meinung war, den Bischof frei wählen zu können. Der amtierende Nuntius der katholischen Kirche in Deutschland Pacelli, der spätere Papst Pius XII., hielt dem aber das seit 1917 geltende Kirchenrecht entgegen, nach welchem allein der Papst das Recht zur Ernennung der Bischöfe habe. Man einigte sich schließlich darauf, dass der Heilige Stuhl drei Kandidaten vorschlagen solle, aus welchen das Domkapitel dann den späteren Bischof zu wählen habe.
Zur Wahl wurden vom Heiligen Stuhl schließlich Joannes Baptista Sproll, der Breslauer Professor Ludwig Baur sowie der Direktor des Tübinger Wilhelms-Stifts Georg Stauber vorgeschlagen. Mit sechs von sieben Stimmen wurde Sproll zum neuen Rottenburger Bischof gewählt, seine Inthronisation wurde für den April 1927 angesetzt.
Nachdem aber in Rom um die Bestätigung der Wahl und Ausfertigung der Ernennungsbulle gebeten wurde, setzte sich ein Ränkespiel in Bewegung: Der Tübinger Moraltheologe und Professor Otto Schilling, der sich selbst gern für das Bischofsamt ins Gespräch gebracht hätte und welchem die vorgeschlagenen Kandidaten zu liberal ausgerichtet waren, schrieb einen Denunziationsbrief an Pacelli, in welchem er seine sämtlichen Tübinger Kollegen übel beleumundete, nicht zuletzt aber Sproll bezichtigte, Vater eines illegitimen Kindes zu sein. Pacelli beauftragte, statt Sproll selbst auf den Sachverhalt anzusprechen, den Bischofskandidaten Stauber mit der Aufklärung der Sachlage. Dieser fand heraus, dass es sich um einen Racheversuch zweier Sproll bei Ehingen unterstellter Lehrer handelte, der jeder wahren Grundlage entbehrte.
Während der Klärung des Sachverhaltes hatte Rom allerdings inzwischen den geplanten Inthronisierungstermin für Sproll verstreichen lassen, so dass er erst am 14. Juni 1927 als neuer Bischof der Diözese Rottenburg eingesetzt werden und seine Amtsgeschäfte übernehmen konnte.

## Widerstand gegen die NS-Diktatur

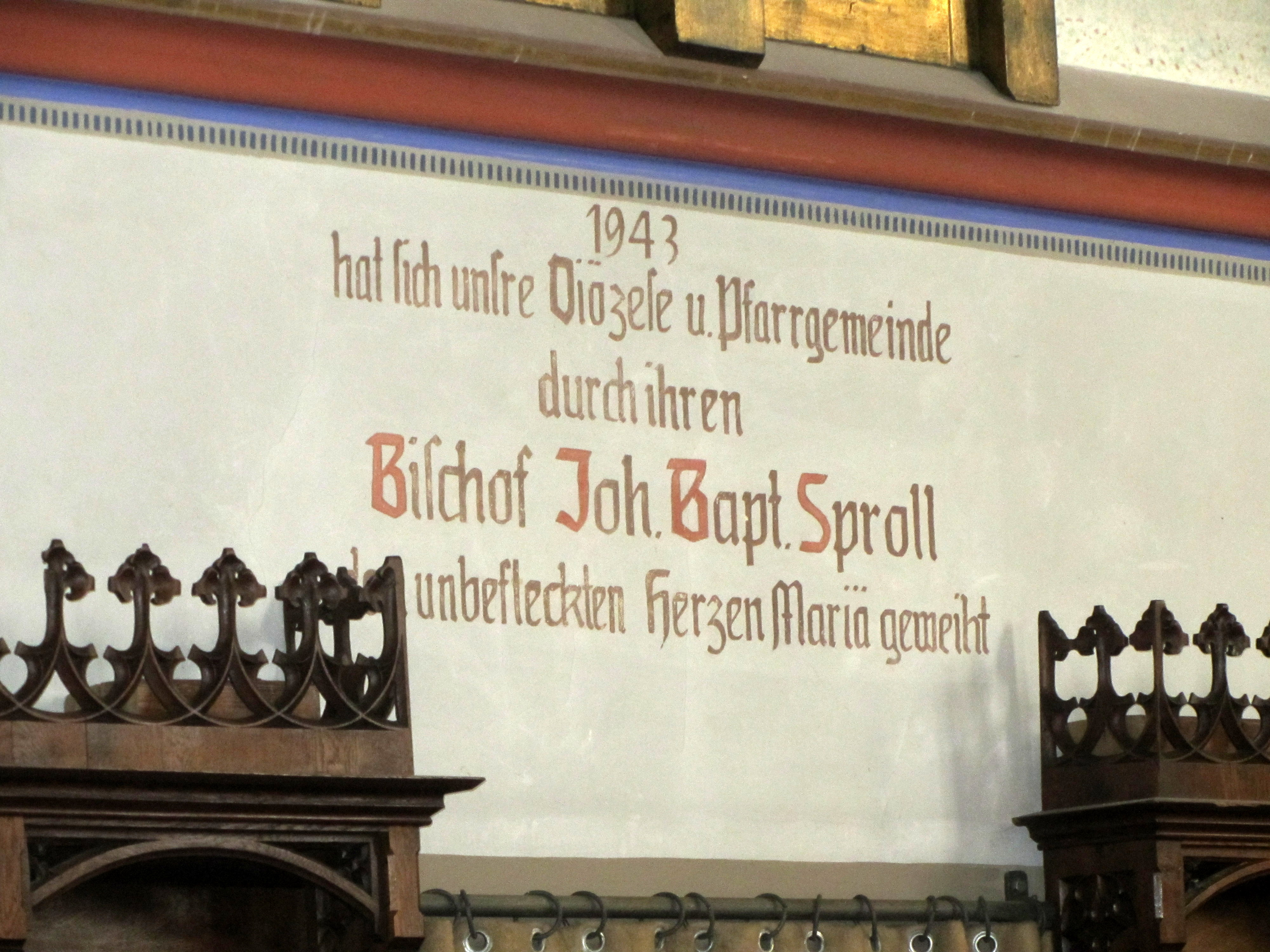
Inschrift St. Martin Erolzheim 1943

Sproll begrüßte zunächst das Reichskonkordat zwischen dem nationalsozialistischen Deutschen Reich und dem Heiligen Stuhl, nahm jedoch später öffentlich gegen die Nationalsozialisten Stellung. Sein demonstratives Fernbleiben von der Reichstagswahl am 10. April 1938 (wo nur eine nationalsozialistisch dominierte Einheitsliste zugelassen war) – die kombiniert mit einer Volksabstimmung über den Anschluss Österreichs war – führte zu einem Ermittlungsverfahren und zu von den nationalsozialistischen Machthabern inszenierten Demonstrationen gegen ihn. Am 23. Juli 1938 wurde Sproll seiner Diözese verwiesen, in die er erst 1945 zurückkehren konnte. Am selben Tag hatten SA-Männer das Rottenburger Bischofspalais gestürmt. Er lebte während dieser Zeit im Krumbad, einem Ortsteil der Stadt Krumbach (Bayerisch Schwaben), heute Landkreis Günzburg im Bistum Augsburg, überwacht von der Gestapo. Gerade die Trennung Sprolls von seiner Diözese, die Verweigerung seines Rücktritts gegenüber dem damaligen Nuntius in Deutschland Cesare Orsenigo und seine frühe wie unerschütterliche Gegenposition zur NS-Willkür brachten ihm im Volksmund den Titel „Märtyrer-Bischof“ (abgeleitet vom altgriechischen Wort martyria für Zeugnis) ein. Er selbst zog hinsichtlich dieser Zeit das Resümee:

„Ein Gutes hat die offene Verfolgung der Bischöfe und Priester und die Erschwerung des Gottesdienstes und des Religionsunterrichtes gebracht: sie hat dem katholischen Volke die Augen geöffnet und Geistliche und Gläubige zu einer geschlossenen Einheit zusammengeschweißt. In dieser Einigkeit haben sie den zähen Widerstand der Kirchengegner gebrochen und ihren heiligen Gottesglauben, Christusglauben und Kirchenglauben über zwei schwere Jahrzehnte der Not hinübergerettet.“

Bereits am 5. Juli 1934 hielt Sproll im Zuge der in Fulda tagenden Bischofskonferenz eine Predigt, die, so Franz X. Schmid, u. a. als Vorlage des faulhaberischen Entwurfes zur Enzyklika Mit brennender Sorge diente:

„Bonifatius hält in der einen Hand das Kreuz, in der anderen das Evangelienbuch. Das ist das Sinnbild eines Apostelberufes, das Sinnbild einer goldenen Treue. […] Daneben aber erheben so manche die Axt, um die Kirche […] zu zertrümmern, das Kreuz, das er in deutschen Landen aufgerichtet, zusammenzutrümmern, das Bild des Gekreuzigten aus den Herzen des germanischen Volkes zu reißen. […] Das Christentum aber wird schwere Stürme aushalten müssen gegen diese angebliche ,Religion aus Blut und Rasse‘. Furchtlos sollt ihr festhalten am heiligen Erbe, das ihr von euren Eltern übernommen habt. ,Steht fest im Glauben!‘, mahnt der Apostel.“

Am 4. Oktober 1938, anlässlich der Sudetenkrise, schrieb Sproll an seine Diözesanen: „Ein Krieg, schrecklicher als die Menschheit je erlebt hat, ist von uns abgewendet worden.“ Anlässlich einer Männerwallfahrt am 19. September 1939 äußerte sich Sproll, wie einem Vermerk seiner Akte zu entnehmen ist, positiv über Juden und deren Religion und negativ zur Reichspogromnacht. Am 1. August 1940 protestierten in Berlin Erzbischof Conrad Gröber aus Freiburg und der Generalvikar der Diözese Rottenburg Max Kottmann im Auftrag von Sproll wegen des Euthanasieprogramms (der Krankenmorde) in der NS-Tötungsanstalt Grafeneck, dies war ein Jahr vor dem öffentlichen Protest des Bischofs von Münster Clemens August Graf von Galen. Am 8. September 1939, also zu Beginn des Zweiten Weltkriegs, schrieb Sproll hingegen in einem Hirtenwort: „Schon sind ja aus allen unseren Gemeinden, dem Ruf des Führers folgend, die waffenfähigen Männer zum Schutz von Haus und Herd an die Grenzen geeilt, und wir wissen, dass sie, ihrem Fahneneid getreu, bis zum Einsatz ihres Lebens ihre Pflicht erfüllen werden.“ Trotz dieser Worte, die „irritieren“, bescheinigt der Geistliche und Kirchenhistoriker Franz X. Schmid Sproll, nie „Kriegsbefürworter oder gar Kriegsverherrlicher“, sondern, als „Mitglied des Friedensbundes Deutscher Katholiken ein erklärter Pazifist“ gewesen zu sein.
1941 wurde Sproll von einem päpstlichen Gesandten zum Rücktritt aufgefordert. Dem verweigerte er sich, worin Franz X. Schmid den Grund sieht, dass Sproll auch nach 1946 von Kirchenseite nie die angemessene Würdigung erfahren habe. Sproll sei zur „Persona non grata“ geworden.

## Seligsprechungsverfahren
Am 19. April 2006 hat Bischof Gebhard Fürst in der römischen Kirche San Bartolomeo all’Isola (die der Erinnerung an die Märtyrer des 20. Jahrhunderts gewidmet ist) Andenken an Bischof Joannes Baptista Sproll und den Württemberger Staatspräsidenten Eugen Bolz niedergelegt. Bei der Einweihung des neu gestalteten Eugen-Bolz-Platzes in Rottenburg am Neckar am 7. Oktober 2007 erklärte Bischof Fürst: „Ein Seligsprechungsverfahren für Bischof Joannes Baptista Sproll ist seit längerem in Vorbereitung.“ Am 20. Januar 2011 konstituierte sich der Arbeitskreis Bischof Sproll. Aufgrund der Anstrengungen dieses Kreises wurde am 9. Mai 2011 das Seligsprechungsverfahren für Bischof Sproll durch einen feierlichen Gottesdienst in der Sülchenkirche bei Rottenburg am Neckar offiziell eröffnet. Eine Verehrung der Person Sproll darf nun erfolgen.

## Ehrungen
Nach Joannes Baptista Sproll wurde das Bischof-Sproll-Bildungszentrum in Biberach-Rißegg benannt, das sich in der Nähe seines Geburtsortes befindet.
1961 wurde in Nablus, einer Stadt in den palästinensischen Autonomiegebieten, die Bischof-Sproll-Gedächtniskirche gebaut. Im Jahr zuvor hatte Sprolls Nachfolger Carl Joseph Leiprecht auf Bitten des Patriarchen von Jerusalem zu Spenden für den Bau aufgerufen.
2019 wurde auf dem Palmbühl eine Gedenkstätte in Form einer Baum-Stele errichtet, die eine Tafel mit Foto, seinen Lebensdaten und den Jahreszahlen seiner Besuche in Schömberg beinhaltet. Eine Abdeckung trägt als Schriftzug Sprolls Wahlspruch „Fortiter in fide“.